# Polycarpe Moreau
Polycarpe Moreau (né le 14 juin 1890 à Saint-Gédéon-de-Grandmont, au Lac Saint-Jean - mort le 25 novembre 1966 à Alma (Québec)) est un tailleur de pierre.

## Biographie
Issu d'une famille de seize enfants, Polycarpe Moreau est le fils de Louis Moreau et d'Élizabeth Gauthier. Le 6 août 1917, il épouse Maria Bouchard, née le 17 janvier 1894 à Roberval. 
Polycarpe Moreau fait son apprentissage de sculpteur et tailleur de pierre en autodidacte. En 1915, il s'associe à son frère aîné Pierre pour mettre en place un atelier à Roberval sous la raison sociale de Moreau & Frères Tailleurs de Pierre. En premier lieu, les frères Moreau mettent en valeur le granit rouge avec des réalisations telles le piédestal du Sacré-Cœur à Saint-Félicien et le collège de Roberval.
Polycarpe Moreau découvre ensuite, grâce à sa connaissance du sous-sol régional, l'abondance du granit noir localisé dans le secteur Lac-Saint-Jean Est. On lui doit l'ouverture d'au moins 25 carrières.
Moreau créé des œuvres tirées de son héritage catholique (Vierge, Sacré-cœur, saints, chapelets géants, etc.). L'entreprise Polycarpe Moreau Inc. a ainsi livré des monuments funéraires à la grandeur du pays. 
En 1954, au grand étonnement de son entourage, Polycarpe Moreau décide de sculpter son autoportrait, grandeur nature, dans le granit noir, qui deviendra l’œuvre maîtresse de sa vie. Polycarpe Moreau met deux ans pour finaliser son travail. Il pousse le souci du détail jusqu'à inclure une croix du Tiers-Ordre coincée dans la chemise. Un paquet de tabac de marque Ottoman dépasse également de sa poche, tandis que ses mains tiennent un marteau et une pointe, hommage aux outils avec lesquels le tailleur de pierre a gagné son pain. Les inscriptions "Tailleur de pierre", Lacordaire et "Tertiaire" (une croix, possiblement celle du Tiers-Ordre, accompagne cette dernière inscription) sont gravées sur son œuvre. 
Encore aujourd'hui, la sculpture du tailleur de pierre, devenue son monument funéraire, est visible au cimetière d'Hébertville Station (Lac-Saint-Jean), lieu où Polycarpe Moreau a vécu après y avoir fondé son entreprise.